# うのちひろ
うの ちひろ（12月24日 - ）は、日本の女性声優。京都府出身。アクセント所属。

## 略歴
立命館大学大学院社会学研究科修了。
マック・ミック（2016年10月末まで）、フリーを経て、2016年12月によりアクセント預かり所属。

## 人物
子どもが大好きで大学で絵本読み聞かせを研究する経験の中で、キャラクターを演じることが好きになり、声優を目指した。
方言は京都弁、関西弁。
特技は英会話、絵本研究・読み聞かせ、テニス、女子サッカー、京ことば。

## 出演
太字はメインキャラクター。

### テレビアニメ
2012年
- 松本零士「オズマ」（エイル）

2013年
- 大怪獣ラッシュ ウルトラフロンティア（2013年 - 2014年、カネゴン・ア・キンド）

2014年
- エスカ&ロジーのアトリエ 〜黄昏の空の錬金術士〜（カトラ・ラーチカ）

2016年
- きんだーてれび「ぴったんこ!ねこざかな」（2016年 - 2020年、タコ美、クマノミ） - 2シリーズ

2017年
- 異世界食堂（子供）
- 干物妹!うまるちゃんR

2018年
- 京都寺町三条のホームズ（三上優子）
- うちのメイドがウザすぎる!（チューキチ）

2019年 
- けだまのゴンじろー（ネコ、野良猫、ブリュットル〈幼〉、ニャギザ）
- 群青のマグメル（トト）
- BEM（ミーガン）

2021年
- マジカパーティ（バキチューズ・弟、コメラニアン、ショクパンダ、ラビヨン）

2023年
- 王様ランキング 勇気の宝箱（子供）
- BanG Dream! It's MyGO!!!!!（留学生B）

2024年
- SHIBUYA♡HACHI（2024年 - 2025年、ハリー） - 3シリーズ
- 青の祓魔師 雪ノ果篇（志摩天）

2025年
- ずたぼろ令嬢は姉の元婚約者に溺愛される（セドリック）
- ちびまる子ちゃん（ウサギ）

### 劇場アニメ
- 大怪獣ラッシュ ウルトラフロンティア DINO-TANK hunting（2013年、カネゴン・ア・キンド）
- 大怪獣ラッシュ ウルトラフロンティア VEROKRON hunting（2014年、カネゴン・ア・キンド）

### Webアニメ
- 爆丸エボリューションズ（2022年、子供B）

### ゲーム
2013年
- アンジュ・ヴィエルジュ (セシディット、コードΩ５７ベルン)
- エスカ&ロジーのアトリエ 〜黄昏の空の錬金術士〜 (カトラ・ラーチカ)
- 大怪獣ラッシュ ウルトラフロンティア（カネゴン・ア・キンド）

2014年
- シャリーのアトリエ 〜黄昏の海の錬金術士〜（カトラ・ラーチカ）
- エスカ&ロジーのアトリエ Plus 〜黄昏の空の錬金術士〜（カトラ・ラーチカ）

2015年
- ロボットガールズZ ONLINE（ガル娘〈コン・バトラーV〉）
- LORD of VERMILION ARENA（オニャンコポン）

2016年
- コズミックブレイク（アレッタ・アルペジオ）

### 吹き替え
- ザ・シンプソンズ（リサ・シンプソン〈2代目〉、ルイス・クラーク〈2代目〉他）
  - ロキとバートたちの大乱闘
  - シンプソンズのプラス・アニバーサリー
- パウ・パトロール（アービー、マーナ）

### テレビドラマ
- 妖ばなし（2017年、化け鋏の声）
- ウルトラマンジード（2017年、AIB観測員の声）
- 帰ってきたアイゼンボーグ（2017年、恐竜調教師ゾビーナの声）

### テレビ番組
- 週刊記念日〜この日何の日〜（声[22]）

### ナレーション
- GSTV
- ダイハツラジオCM

### ラジオ
- 和楽団日和（ゲスト出演）
- FMアメコミット！（市川うららFM）

### テレビ
- どうなる？2015 AT-X編成会議（顔出し出演）

### インターネットテレビ
- 自分、LOVAいいっスか？（顔出し出演）
- ろばすか出張版in秋葉原（顔出し出演）
- オニャンとすが行く！イベント（オニャンコポンの声、MC）

### その他
- 動画で学ぶピアニカ（ぴあっち）
- 目覚まし時計ゴマナビ（アザラシの声）

### 舞台
- 声劇和楽団「源氏物語〜陽光の姫夕闇の君〜」（サントリーホールフロンティアプロジェクト）
- 朗読劇「日本の神の物語〜古事記より〜」 - イザナミ、コノハナサクヤヒメ 役

### シリーズ一覧
1. ↑  第1クール（2024年）、第2クール（2024年）、第3クール（2025年）